# Гаряче (озеро, Кунашир)
Гаря́че (рос. Горячее) — невелике озеро вулканічного типу на півдні острова Кунашир (Сахалінська область Росії). Розташоване в північно-східній частині кальдери вулкану Головніна.
Назва озера не підходить водоймі, адже підвищена температура води зафіксована лише в південній частині, де присутні донні термальні джерела, які періодично виникають та застигають невеликі потоки рідкої сірки. Іноді озеро називають Мертвим через майже повну відсутність живих організмів в його воді.
В місцях виходу прісних струмків можна зустріти невеликих риб. В озері також мешкають дрібні ракоподібні та інші представники фауни, які пристосувались до кислої води.

Панорама озера Гарячого в кальдері вулкану Головніна. Ліворуч видніється озеро Кипляче